# ائل‌گلی
شاه‌گولی (دریاچه شاه، به ترکی آذربایجانی: Şah göli) یا ائل‌گولی (دریاچه ملت، به ترکی آذربایجانی: El göli) یکی از مهم‌ترین گردشگاه‌های شهر تبریز است که در جنوب شرق آن و در ۷ کیلومتری مرکز شهر واقع شده است. این مکان در زمان آق‌گویونلوها ایجاد شده و در دورهٔ صفویان گسترش یافته است. قهرمان میرزا (هشتمین پسر عباس میرزا) نیز این عمارت را تکمیل‌تر نموده و آن را به‌صورت یک گردشگاه سلطنتی برای درباریان قاجار درآورده است.
عمق دریاچهٔ شاه گولی ۱۲ متر بوده و در محوطهٔ آن قایقرانی انجام می‌شود. همچنین غذاخوری و فست‌فود و کافی‌شاپ‌های متعددی در داخل این گردشگاه وجود دارد. شاه‌گلی دارای هتل، مسافرخانه و دفتر جهانگردی فعال است. همچنین سابقاً دارای شهربازی با نام «لونا پارک» بوده اما به دلیل استانداردهای ثبت جهانی مجموعه شاه‌گولی، جمع‌آوری شده است.
معمار این مکان: حاج امیر ملقب به جگوار ناظر و اجرا کننده طرح این پروژه توسط محمود امیرنوین بوده که ایشان الان در قید حیات بوده و ساکن آمریکا هستند چطور شاه گولی دوباره زنده شد؟روایت کسی که اول تا آخرش بود

## نام‌شناسی
روستای «شاه‌گولی» (محلهٔ ائل‌گولی فعلی) در اولین سرشماری رسمی ایران در سال ۱۳۳۵ خورشیدی، جمعیتی بالغ بر ۵۷۶ نفر را در خود جای داده بود. هرچند پس از پیروزی انقلاب ۱۳۵۷، نام این محله و مجموعهٔ گردشگری واقع در مجاورت آن در اکثر اسناد رسمی و نقشه‌ها به «ائل‌گلی» تغییر یافت؛ اما در تاریخ ۲۷ بهمن ۱۳۸۷ خورشیدی، این مجموعه با عنوان «شاه‌گولی» به عنوان یکی از آثار ملی ایران به ثبت رسید. در برخی از نقشه‌های تبریز در دورهٔ جمهوری اسلامی نیز نام این مجموعه به صورت «شاه‌گولی» درج شده است.
این مکان در زمان آق‌قویونلوها ایجاد شده و در دورهٔ صفویان گسترش یافته است. قهرمان میرزا (هشتمین پسر عباس میرزا) نیز این عمارت را تکمیل‌تر نموده و آن را به‌صورت یک گردشگاه سلطنتی برای درباریان قاجار درآورده است.
عمق دریاچهٔ ائل گولی ۱۲ متر بوده و در محوطهٔ آن قایقرانی انجام می‌شود. همچنین غذاخوری و فست‌فود و کافی‌شاپ‌های متعددی در داخل این گردشگاه وجود دارد. ائل‌گولی دارای هتل، مسافرخانه و دفتر جهانگردی فعال است و با احداث هتل پارس ائل‌گلی، این گردشگاه جنبهٔ جهانی پیدا کرده است.
«ائل گولی» عنوانی است که بعد از انقلاب ۵۷ ایران و سرنگونی سلطنت پهلوی در جهت حذف واژه «شاه» از اسامی و عناوین مکان‌ها ایجاد شد، و به‌علت جایگزینی در مکتوبات رسمی و نقشه‌ها و تابلوهای شهری مردم برای راهنمایی مسافران مجبور به استفاده از عنوان جدید شدند. اکنون نیز ساکنان بومی به ندرت از عنوان ائل گولی استفاده می‌کنند و اغلب عنوان اصلی یعنی شاه‌گلی را بکار می‌برند.

## پیشینه
ائل گلی تا پیش از روی‌کارآمدن صفویان، بزرگ‌ترین منبع ذخیرهٔ آب جهت آبیاری باغ‌های مناطق شرقی تبریز تا دروازهٔ تهران و تپلی‌باغ بوده است. در دوران حکومت صفویان، تمام شن و ماسه و نخاله‌های موجود در محوطهٔ داخلی دریاچهٔ فعلی خالی شده و دیواره‌ای سنگی به دور آن کشیده شد.
در دوران قاجار در پیرامون استخر ائل گلی خیابان‌هایی جهت عبور و مرور احداث گردید و در جوار این معابر، درختان درخت تبریزی، بید مجنون و گل‌های اطلسی متعددی در چندین ردیف جهت تزئین گردشگاه و پاکی آب و هوا کاشته شد.
ائل گلی در دوران پهلوی به شهرداری تبریز واگذار شد تا به یک گردشگاه عمومی تبدیل شود. سید باقر کاظمی (مهذب‌الدوله) استاندار وقت آذربایجان شرقی، نخستین تعمیرات اساسی را در محوطهٔ این گردشگاه به انجام رسانید.

## دریاچه
دریاچهٔ ائل‌گلی با حدود ۵۵۰۰۰ متر مربع وسعت، گنجایش ۷۲۰۰۰۰ متر مکعب آب را دارد. نام این دریاچه پیش از انقلاب، «شاه‌گلی» بود که پس از انقلاب اسلامی ایران به ائل‌گلی (دریاچه مردم) تغییر نام داده است. به عقیده بهروز خاماچی، کلمه «شاه» در این‌جا به معنی شخص شاه نبوده و به معنی «بزرگ و باعظمت» است.
یکی از شعبه‌های رودخانهٔ لیقوان که از نزدیکی روستای چاوان می‌گذرد، به‌صورت جویباری کوچک از سمت جنوب‌شرقی دریاچهٔ ائل گلی وارد آن شده و آب آن را تأمین می‌نماید.
تپهٔ نسبتاً بلندی در بخش جنوبی دریاچه ائل گلی قرار گرفته که جنگل‌کاری شده و آبشارهای مصنوعی متعددی از این تپه به سمت داخل دریاچه سرازیر می‌شود. همچنین از ضلع جنوبی دریاچه تا مرکز آن و محل کاخ ائل گلی، خیابانی کشیده شده که عمارت کلاه‌فرنگی را به‌صورت یک شبه‌جزیره درآورده است.
این دریاچه در هنگام فصل زمستان با نمایی زیبا آمیخته‌ای از یخ و آب، خود را می‌نمایاند. در زمان یخ زدن دریاچه ماهی‌هایی که در این آب زندگی می‌کنند نمی‌توانند به سطح آب برسند و به همین دلیل رشد آن‌ها کند می‌شود.

## عمارت شاه‌گلی
عمارت کلاه‌فرهنگی هشت‌ضلعی موجود در مرکز دریاچهٔ شاه‌گلی که به کاخ شاه‌گلی شهرت دارد، امروزه به‌صورت یک تالار پذیرایی مورد استفاده قرار می‌گیرد. این بنا پیش‌تر یک ساختمان یک‌طبقهٔ خشتی و فرسوده بود. شهرداری تبریز در سال ۱۳۴۶ خورشیدی ساختمان پیشین را تخریب و عمارت دوطبقهٔ جدید و مقاومی در محل آن توسط استاد معمار حاج علی اکبر نادرالوجود احداث کرد. کاخ شاه گلی در دوران حکومت سلطان یعقوب آق‌قویونلو احداث شده و در دوران سلطنت صفویان گسترش یافته است. قهرمان میرزا (هشتمین پسر عباس میرزا) نیز این عمارت را تکمیل‌تر نموده و آن را به‌صورت یک گردشگاه سلطنتی برای درباریان قاجار درآورده است.

## نگارخانه

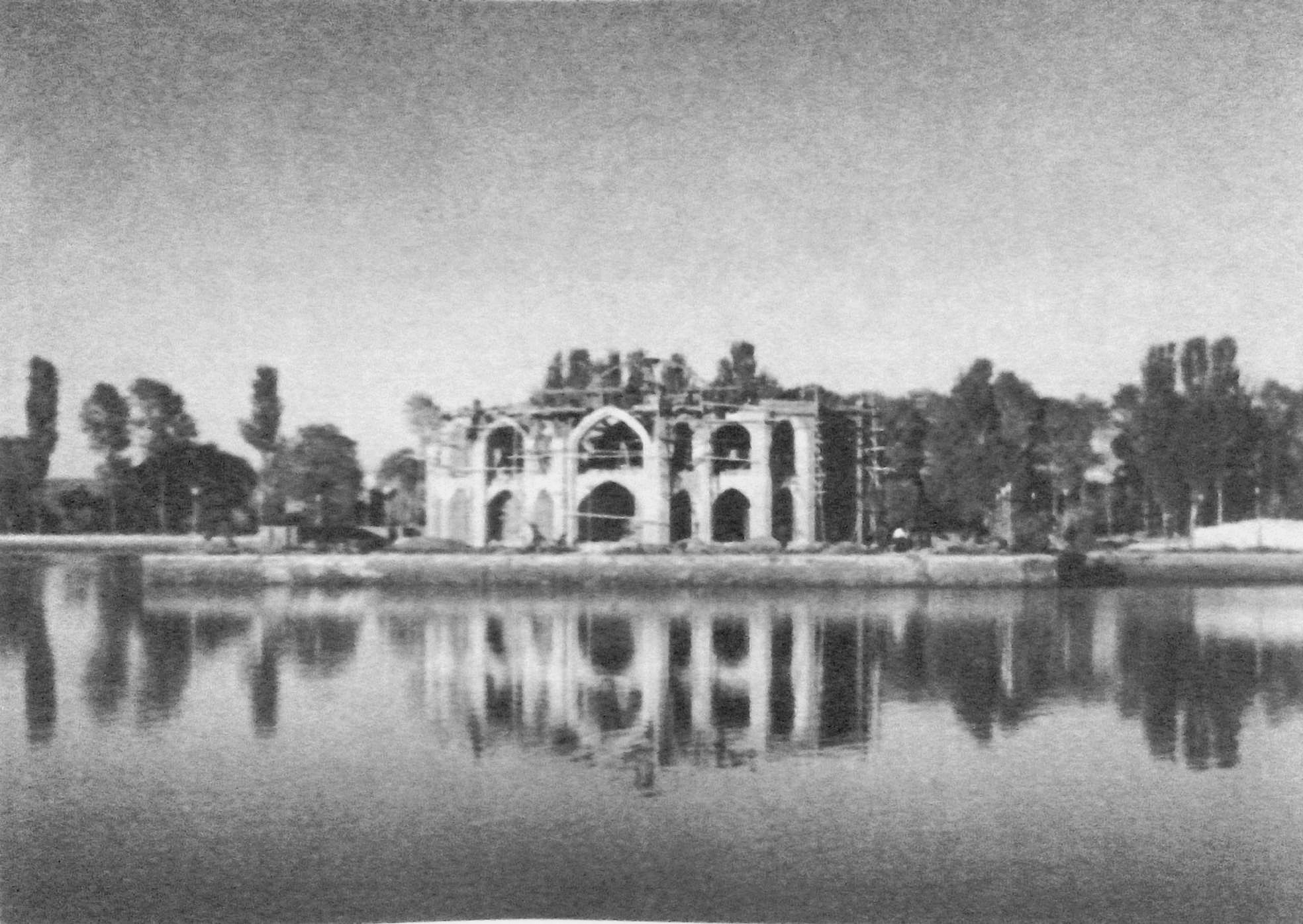
عمارت ائل‌گلی، در حین ساخت
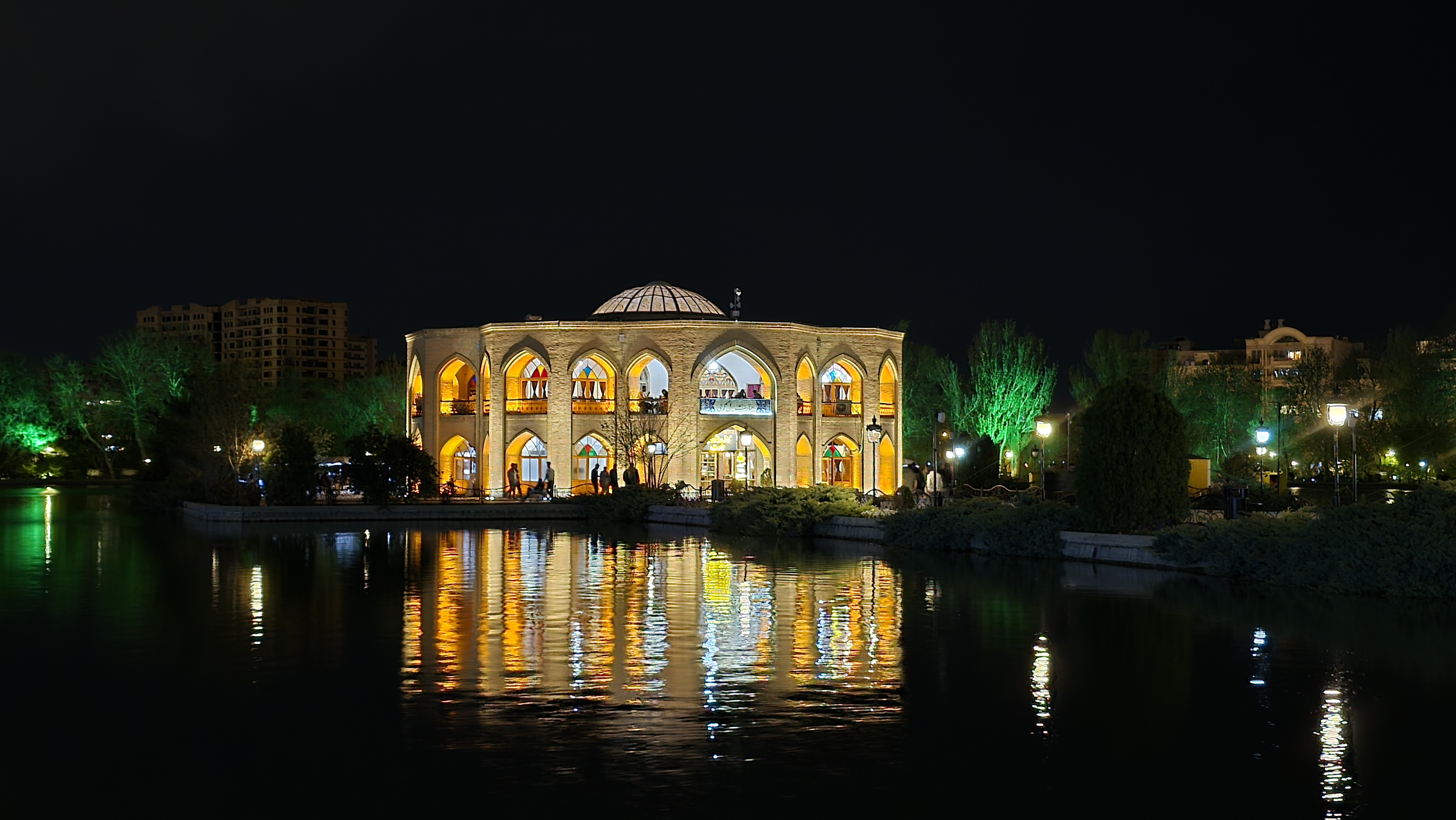
شاه‌گولی (فروردین ۱۴۰۴)
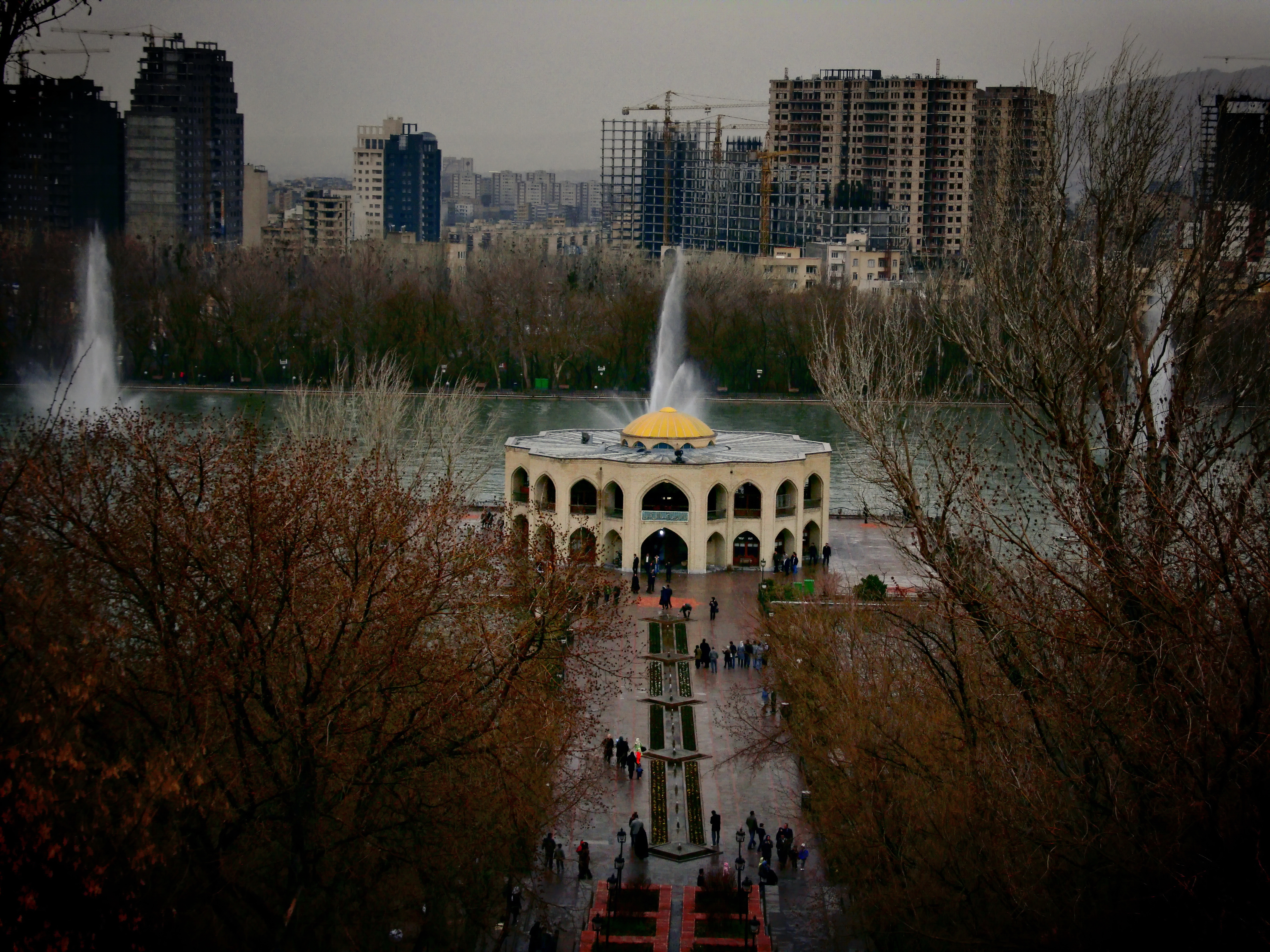
نمای دریاچه شاه‌گولی از روی تپه
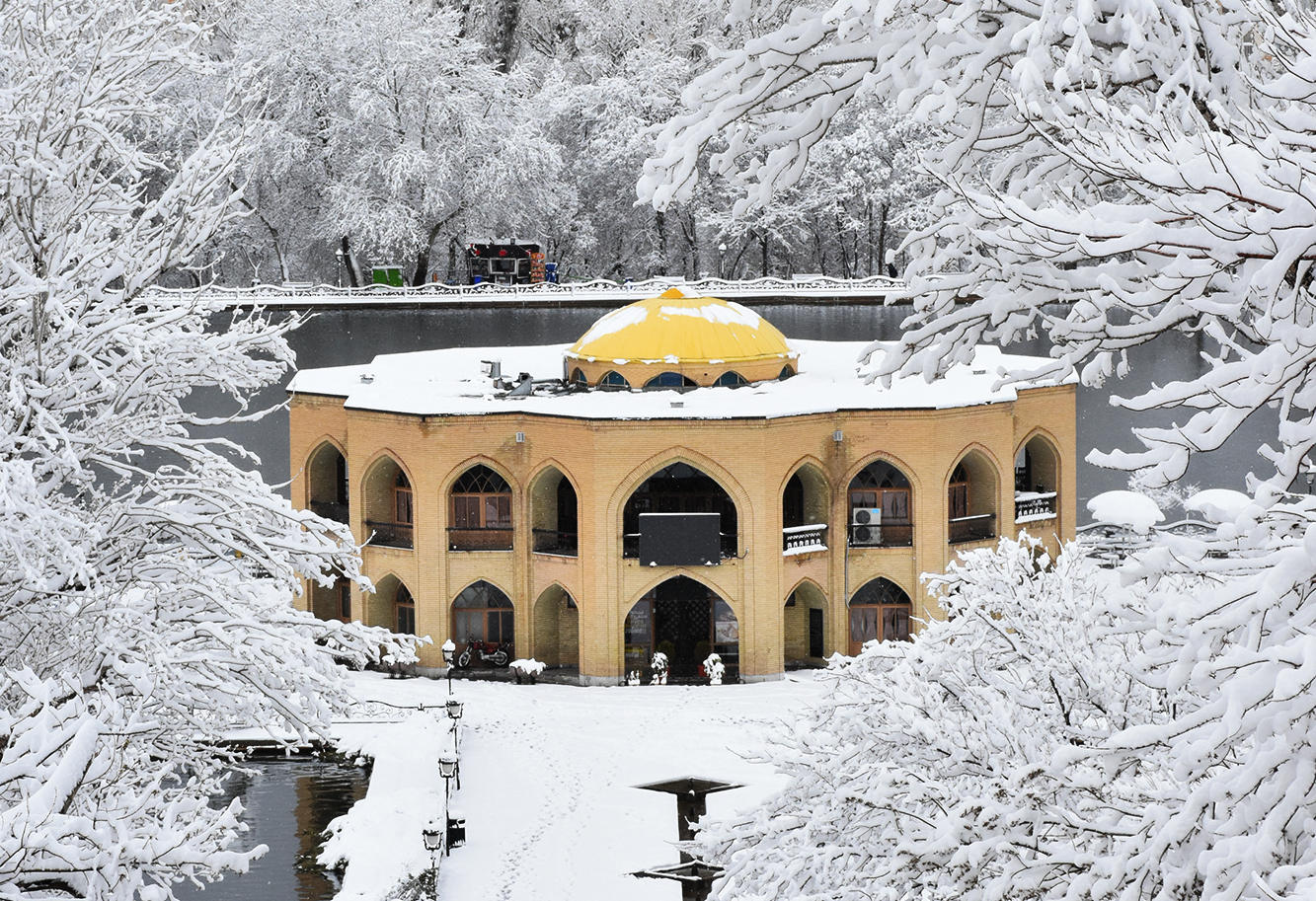
روزهای برفی ائل‌گلی